# Agnostidae
Famille
Sous-familles de rang inférieur
- † Agnostinae
- † Ammagnostinae
- † Glyptagnostinae

Les Agnostidae sont une famille fossile de trilobites primitifs de l'ordre des Agnostida.

## Collections
Le nombre de collections de cette famille était de 890 au 18 juin 2025.

## Liste des genres
Selon GBIF (18 juin 2025) :
- † Acmarhachis Resser, 1938
- † Acutatagnostus Ergaliev, 1980
- † Agnostardis Öpik, 1963
- † Agnostus Brongniart, 1822
- † Aistagnostus Xiang & Zhang, 1985
- † Ammagnostus Öpik, 1967
- † Barrandagnostus Ivshin, 1960
- † Biciragnostus F.Ergaliev, 2001
- † Connagnostus Öpik, 1967
- † Distagnostus Shergold, 1971
- † Eolotagnostus Zhou, 1982
- † Eurudagnostus Lermontova, 1951
- † Formosagnostus Ergaliev, 1980
- † Glyptagnostus Whitehouse, 1936
- † Gymnagnostus Robison & Pantoja-Alor, 1968
- † Hadragnostus Öpik, 1967
- † Homagnostus Howell, 1935
- † Idolagnostus Öpik, 1967
- † Innitagnostus Öpik, 1967
- † Ivshinagnostus Ergaliev, 1980
- † Kormagnostella E.Romanenko, 1967
- † Kormagnostus Resser, 1938
- † Kymagnostus Hohensee, 1989
- † Leiagnostus Jaekel, 1909
- † Lotagnostus Whitehouse, 1936
- † Micragnostus Howell, 1935
- † Neoagnostus Kobayashi, 1955
- † Oncagnostus Whitehouse, 1936
- † Oxyagnostus Öpik, 1967
- † Phalagnostus Howell, 1955
- † Proagnostus Butts, 1926
- † Qidalagnostus
- † Quadrahomagnostus Chu, 1959
- † Semagnostus Nielsen, 1997
- † Skryjagnostus Šnajdr, 1957
- † Stigmagnostus Poulsen, 1960
- † Strictagnostus Shergold, 1975
- † Trilobagnostus Harrington, 1938

## Classification
La famille des Agnostidae est créée en 1849 par le paléontologue Frederick McCoy. Celle-ci est classée dans la super-famille fossile des Condylopygoidea selon PaleoDB.